# Nicolas Minassian

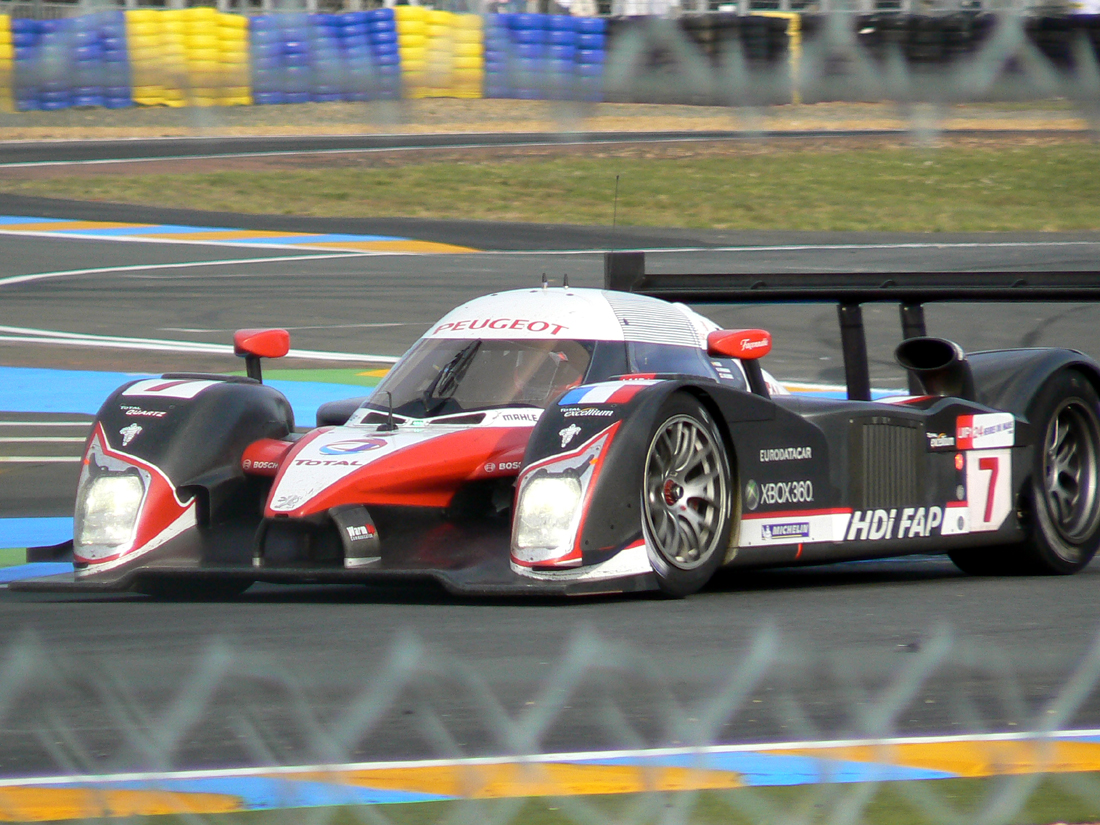
Nicolas Minassian pilotando un Peugeot 908 en las 24 Horas de Le Mans de 2008

Nicolas Minassian (Marsella, Francia; 28 de febrero de 1973) es un piloto de automovilismo francés de ascendencia armenia. Se destacó en resistencia, donde obtuvo dos podios en las 24 Horas de Le Mans de 2008 y 2011 como piloto oficial de Peugeot.

## Trayectoria

### Monoplazas
Después de acabar en 2ª posición en la Eurocopa Fórmula Renault de 1993, avanzó al Campeonato de Francia de Fórmula 3 donde terminó segundo detrás de su compatriota Laurent Redon en su segunda temporada, en 1995. En 1994 hizo su debut en las 24 Horas de Le Mans, donde abandonó. Posteriormente se trasladó a la Fórmula 3 Británica por otros dos años en una exitosa asociación con Promatecme y la filial británica de Renault, que produjo una 4ª posición en 1996 y el subcampeonato 1997.
Avanzó a la Fórmula 3000 con West Competition en 1998 pero no consiguió impresionar, al contrario que su compañero Nick Heidfeld, que fue subcampeón contra 13º del francés. Al año siguiente, Minassian se fue al equipo Kid Jensen, donde resultó sexto con una victoria en Silverstone. Firmó con el ilustre equipo Super Nova Racing en 2000, donde consiguió acabar segundo en el campeonato. También participó de las 24 Horas de Le Mans por el equipo Oreca, cuyo automóvil completó una única vuelta.
Incapaz de obtener un lugar en la Fórmula 1, Minassian se unió en 2001 al equipo Ganassi de CART y las 500 Millas de Indianápolis con su antiguo adversario de la F3000, Bruno Junqueira, antes de ser despedido por el equipo tras seis carreras. En 2002, Minassian ganó la ASCAR para el equipo RML y regresó a las carreras de resistencia, al arribar sexto en las 24 Horas de Le Mans por el equipo Oreca.

### Resistencia
Minassian disputó las 24 Horas de Le Mans de 2003 y 2004 para Pescarolo; fue noveno en la primera y abandonó en la segunda de ellas. En 2003, también fue 11º los 1000 km de Bathurst y se retiró en los 500 km de Sandown, en ambos casos pilotando un Holden Commodore. Por otra parte, disputó la temporada 2004 de la Le Mans Series por Creation Autosportif, donde llegó tercero dos veces, y compitió en Petit Le Mans por el mismo equipo. En 2005, permaneció en Creation donde cosechó tres podios en la Le Mans Series y un 14º en las 24 Horas de Le Mans. También disputó las 24 Horas de Spa con una Ferrari de Russian Age, donde abandonó. Minassian volvió a Pescarolo para las 24 Horas de Le Mans, la cual arribó quinto, y disputó tres fechas de la Le Mans Series y dos de la American Le Mans Series para Creation, obtenindo varios podios pero aún ninguna victoria.
En 2007, Minassian pasó a ser piloto oficial de Peugeot en su programa de resistencia. Al volante del Peugeot 908 HDI FAP diésel, abandonó en las 24 Horas de Le Mans pero ganó tres de las seis carreras de la Le Mans Series y fue segundo en otra, ayudando al equipo a ganar el campeonato. En 2008, quedó 11º en Sebring y segundo en Le Mans y Petit Le Mans. En la Le Mans Series, obtuvo dos victorias y un segundo puesto, que no le bastaron para derrotar a Audi.
Minassian continuó pilotando el 908 oficial en 2009. Llegó quinto en Sebring, primero en Spa, sexto en Le Mans y segundo en Petit Le Mans. En 2010, resultó segundo en Sebring, abandonó en Le Mans y ganó la primera carrera de la Copa Intercontinental Le Mans, los 1000 km de Silverstone. Además, compitió en los 200 km de Buenos Aires con un Peugeot 307 oficial, sirviendo de compañero de butaca de Juan Cruz Álvarez.
El francés tuvo un programa similar en 2011: llegó tercero en las 24 Horas de Le Mans, segundo en Petit Le Mans y los 1000 km de Spa-Francorchamps, y 12º en los 200 km de Buenos Aires. A eso agregó una aparición en las 24 Horas de Daytona en un Lola-Ford DP de Krohn, que finalizó sexto.
Ante el retiro de Peugeot de las carreras de resistencia, Minassian disputó el nuevo Campeonato Mundial de Resistencia 2012 para diversos equipos. En Spa-Francorchamps y Le Mans corrió para Pescarolo con un Dome S102.5 de la clase LMP1. Luego disputó las cuatro fechas finales con un Oreca-Nissan de la clase LMP2 para PeCom, logrando una victoria y dos podios. También disputó las dos fechas europeas de la European Le Mans Series para el equipo de Sébastien Loeb, logrando un segundo puesto y un cuarto. También acompañó a  Fabian Coulthard en el Gran Premio de Surfers Paradise de V8 Supercars, donde resultó décimo en la segunda manga al volante de un Holden Commodore.
En 2013, el piloto pasó a correr como titular en el equipo PeCom en el Campeonato Mundial de Resistencia, acompañando a Luis Pérez Companc y Pierre Kaffer. Logró una victoria, un segundo puesto y dos terceros, de modo que terminó décimo en el campeonato de pilotos de LMP2 y cuarto en el de equipos. También disputó las 24 Horas de Daytona con un Chevrolet Corvette DP de 8Star junto a Anthony Davidson, Stéphane Sarrazin y Pedro Lamy entre otros.
Minassian pasó al equipo SMP para disputar el Campeonato Mundial de Resistencia 2014. Al volante de un Oreca-Nissan, obtuvo tres segundos puestos y dos terceros pero abandonó en las 24 Horas de Le Mans, por lo que terminó octavo en la clasificación final de la clase LMP2.
En 2015 siguió en la clase LMP2 pero en la European Le Mans Series, donde corre para AF Corse con un Oreca-Nissan.

## Resultados

### Turismo Competición 2000
| Año  | Equipo             | Auto        | 1   | 2   | 3   | 4   | 5   | 6   | 7  | 8   | 9   | 10  | 11  | 12  | 13  | Res. | Puntos |
| ---- | ------------------ | ----------- | --- | --- | --- | --- | --- | --- | -- | --- | --- | --- | --- | --- | --- | ---- | ------ |
| 2010 |                    |             | PDE | SMM | GR  | AG  | RES | TRH | LR | SFE | SFE | CEN | OBE | BA  | PDF | -    | -      |
| 2010 | Peugeot Cobra Team | Peugeot 307 |     |     |     |     |     |     |    |     |     |     |     | 19† |     | -    | -      |
| 2011 |                    |             | GR  | SFE | SFE | SMM | SJU | RES | AG | TRH | LPL | TRE | JUN | PDF | PAR | -    | -      |
| 2011 | Peugeot Cobra Team | Peugeot 307 |     |     |     |     |     |     |    |     | 12  |     |     |     |     | -    | -      |

### Campeonato Mundial de Resistencia de la FIA
(Clave) (negrita indica pole position) (cursiva indica vuelta rápida)

| Año  | Escudería    | Clase | Automóvil       | 1   | 2   | 3   | 4   | 5   | 6   | 7   | 8   | Pos. | Puntos | Ref.  |
| ---- | ------------ | ----- | --------------- | --- | --- | --- | --- | --- | --- | --- | --- | ---- | ------ | ----- |
| 2012 | PeCom Racing | LMP2  | Oreca 03-Nissan | SEB | SPA | LMS | SIL | SÃO | BHR | FUJ | SHA | 23.º | 14     | [ 1 ] |
| 2012 | PeCom Racing | LMP2  | Oreca 03-Nissan |     | 11  | NC  |     | 8   | 6   | 11  | 10  | 23.º | 14     | [ 1 ] |